# Nikomédész

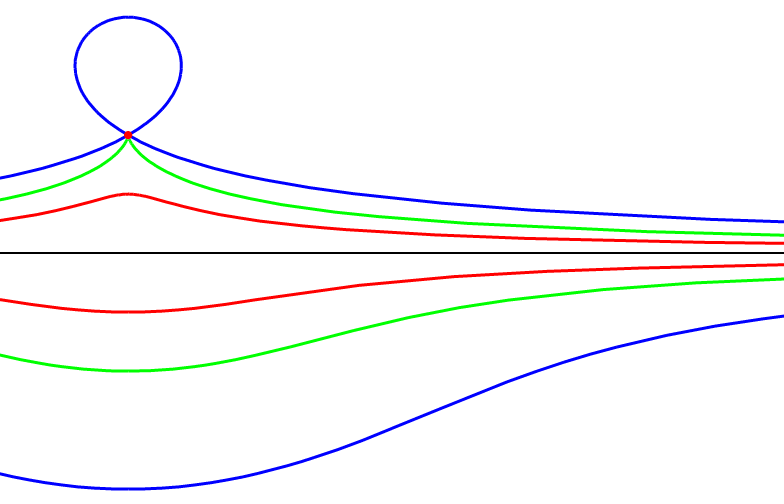
Közös középpontból induló kagylógörbék

Nikomédész i. e. 200 körül élt, Alexandriában működött matematikus volt. Valószínű, hogy az Eratoszthenész és Apollóniosz köré csoportosult matematikusok közé tartozott. Munkái elvesztek, csupán Apollóniosz egy utalása és Papposz Matematikai gyűjteménye számol be találmányáról, a konhoisznak (kohlois) nevezett kagylógörbe rajzolására konstruált eszközről a konhoisz körzőről. Ez utóbbi forrásból tudjuk, hogy Nikomédész részletesen elemezte a görbét és mind a szögharmadolás, mind a kockakettőzés feladatának megoldására alkalmazta.

## Külső hivatkozások
Térkép és jegyzék az ókori görög matematikusok szülőhelyéről